# Joël Brisse
Pour les articles homonymes, voir Brisse.
Joël Brisse, né le 27 juillet 1953 à Vichy, est un peintre, cinéaste, écrivain et acteur français.

## Biographie
Il étudie les beaux-arts à Clermont-Ferrand et s'installe à Paris en 1979. Sa première exposition parisienne est à la Galerie Diagonale d'Egidio Alvaro. Il appartient à « Zig Zag dans la Savane », groupe d'artistes trans-disciplinaire (performeurs, plasticiens, danseurs) qui interviennent dans les lieux désaffectés. En 1985, Bernard Lamarche-Vadel expose sa peinture à la Galerie Claudine Bréguet. De la fin des années 1980 au milieu des années 1990 ses principales expositions se tiendront à la Galerie Philippe Gravier à Paris.
Il partage plusieurs expériences et résidences avec le peintre Bernard Cousinier et les sculpteurs Léo Delarue et Vincent Barré :  « Castille- Bastille / A UA CRAG » en 1990 -1991, Peyrehorade l’été 1991. Un livre, In-quarto, paroles d’atelier, reflète cette expérience commune.
En 1995, il collabore à l’écriture de Eau douce, un film réalisé par sa compagne Marie Vermillard. À partir de 1997, il réalise des films pour le cinéma et aussi des vidéos présentées lors d’expositions. Ses films courts Les pinces à linge, La pomme la figue et l’amande sont remarqués.
Il réalise ensuite La Fin du règne animal en 2003, puis Suite parlée en 2010 en collaboration avec Marie Vermillard. Il continue simultanément à peindre et exposer.
Joël Brisse pratique aussi la photographie et l'écriture. Il apparaît de temps à temps comme acteur au cinéma.
Le musée d'art Roger-Quilliot à Clermont-Ferrand lui consacre une exposition "L'Habit Rouge" en 2009.

## Expositions

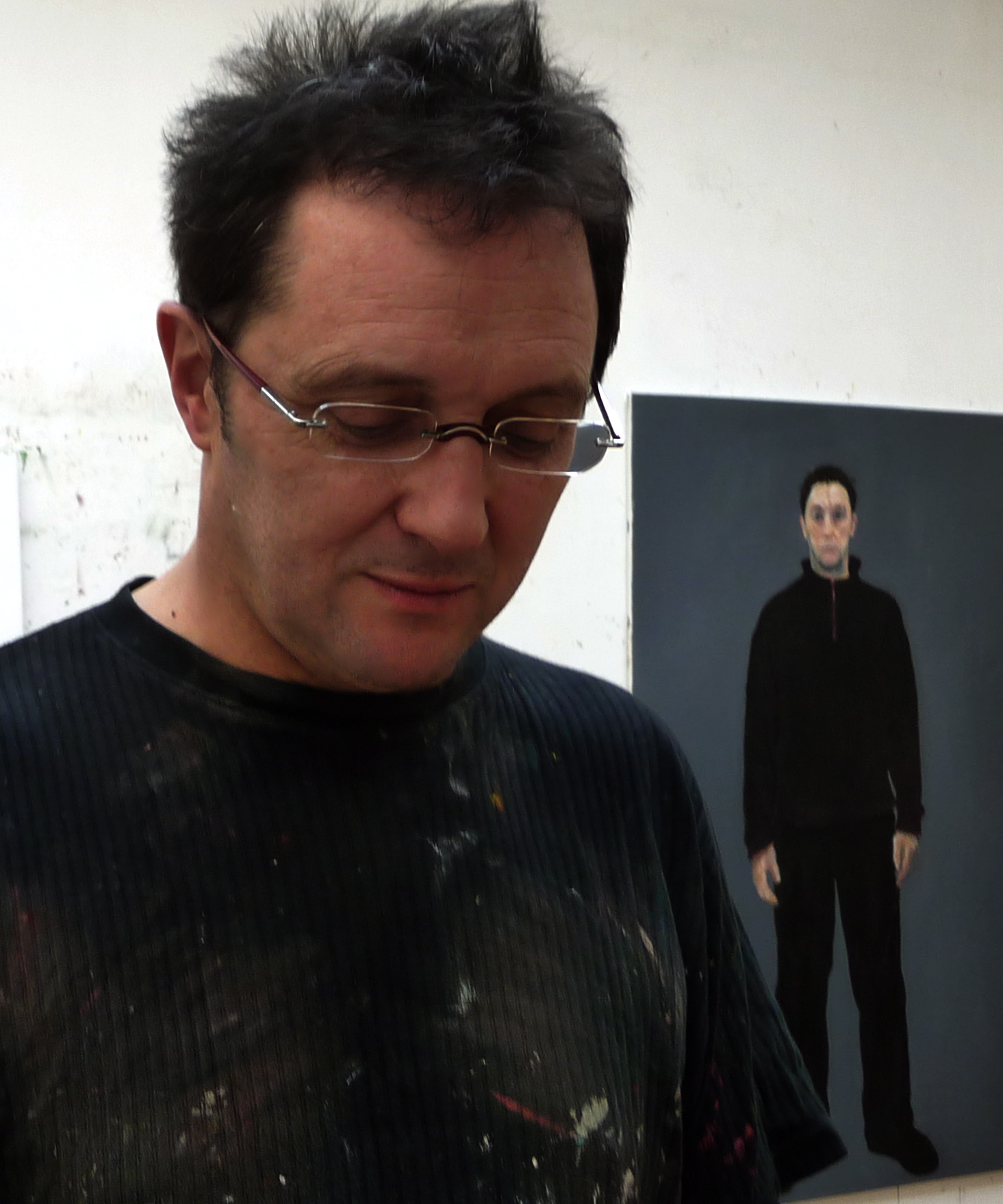
En 2008 dans son atelier.

- 1985 : Galerie Claudine Bréguet, Paris
- 1986 : Galerie Site-Art-Présent, Raymond Cordier, Paris
- 1988 : 
  - Carson Street Gallery, Pittsburgh
  - Galerie Achim Overmann, Münster
- 1989 : 
  - Galerie Bercovy-Fugier, Paris
  - Galerie Michaël Schultz, Berlin
- 1990 : 
  - Galerie Philippe Gravier, Paris
  - Chapelle de la Salpêtrière, Paris
- 1991 : Musée Bonnat, Bayonne
- 1992 : 
  - Salon Découvertes, Galerie Fugier, Paris
  - Galerie Ocre d'art, Châteauroux
  - Galerie Philippe Gravier, Paris
- 1993 : 
  - Fiac, Galerie Philippe Gravier, Paris
  - Galerie Évelyne Canus, La Colle/Loup
- 1994 : 
  - Fondation Coprim, Paris
  - L’Âme du Fonds, couvent des Cordeliers, Paris
- 1995 : 
  - Centre d'art contemporain, Juvisy
  - Fondation Coprim, Paris
  - « Le noir est une couleur », galerie Maeght, Barcelone
- 1996 : 
  - « In-quarto », musée d'Auxerre
  - Atelier Cantoisel, Joigny
  - Manufacture des œillets, Ivry
- 1997 : « Les Dormeurs », centre d'art contemporain, Figeac
- 1998 : 
  - « Les Écuries », Musée d'art et d'archéologie d'Aurillac, Cantal
  - Galerie Area et La Réserve, Paris
  - Espace Paul Ricard, Paris
- 1999 : 
  - Espace Camille Lambert, Juvisy-sur-Orge
  - Fondation Coprim, Paris
  - Art dans les Chapelles, Saint-Tugdual, Quistinic
  - « Les Troubles », Galerie Le Rire bleu, Figeac
- 2000 : 
  - Domaine de Viaud, Lalande de Pomerol
  - « Le Jardin des Délices », Orangerie du Luxembourg, Paris
  - Les Rendez-vous de Cardet, Gard
- 2001 : « Le Meilleur ami de l'homme », Galerie Akié Arichi, Paris
- 2002 : 
  - Maison de la culture de Loire-Atlantique, Nantes
  - Centre d'Art Contemporain de la Rairie, Pont-Saint-Martin
- 2004 : 
  - Maîtres des murs, Saint-Lô
  - C.R.A.N.E, Semur-en-Auxois
- 2005 : Galerie Le Rire Bleu, Figeac
- 2006 : 
  - Galerie Nathalie Gaillard, Bastille Design Center, Paris
  - Galerie Claire Gastaud, Clermont-Ferrand
- 2007 : Galerie Defrost, Paris
- 2008 : « Du vent dans les branches », Art sénat, Paris
- 2009 : 
  - Musée Roger Quilliot, Clermont-Ferrand
  - Galerie Claire Gastaud, Clermont-Ferrand
  - Galerie Defrost, Paris
  - Galerie Nathalie Gaillard, Paris
  - IUFM, Lyon
- 2011 : 
  - Galerie Le soleil sur la place, Lyon
  - Biennale d’Issy-les-Moulineaux
  - Musée Marzelles, Marmande
- 2012 :
  - Galerie Duboys, Paris
  - Halle Roublot, Fontenay-sous-Bois
- 2013
  - Galerie Duboys, Paris
  - La Galeru, Fontenay sous bois
- 2017 à 2020
  - Galerie 104, Paris
  - Passion(s), Centre d'Art Sacré, Lille
  - Biennale d'Issy-les-Moulineaux
  - Galerie du Bout du Monde, Saint Hippolyte du fort
  - Galerie Duboys, Paris
  - Kahn Gallery, Londres
- 2021 : "Visage/Paysage", CAMPREDON centre d'art, L'Isle-sur-la-Sorgue
- 2022 : "Les sentinelles", Galerie de la Cascade, Salles La Source
- 2023 : "Nains de jardin", Galerie du Bout du Monde, Saint Hippolyte du fort
- 2023/24 : "L'oeil vérité", Mac Val,Musée d'Art contemporain du Val de Marne
- 2024/25 : "Faits divers", Mac Val, Musée d'Art contemporain du Val de Marne

## Collections publiques
- FDAC Val-de-Marne
- FRAC Île-de-France
- Fonds national d'art contemporain
- Ville de Paris
- Ville de Clermont-Ferrand
- FRAC Auvergne
- Fondation Coprim
- Fondation Ricard
- Ville d’Issy-les-Moulineaux
- Fondation Colas
- Musée Bernard d'Agesci, Niort
- Musée d'art Roger-Quilliot, Clermont-Ferrand
- Leepa-Rattner Museeum of Art, Torton Springs, Floride

## Publications
- In-quarto, paroles d’atelier, 1996
- Rehauts, (chutes), mai 2005
- Ligeia, janvier, juin 2006
- 99 textes (Site la pellicule ensorcelée) 2005/2006
- L'habit rouge, catalogue musée d'Art Roger-Quilliot 2009
- Suite parlée, 23 monologues, éditions Filigranes, 2010
- Textes pour Alain Platel, Laurent Achard, Dominique Boccarossa, Alain Raoust, Florent Marci, Vincent Barré, Micha Roginsky, Léo Delarue, Caroline Fontaine…

## Filmographie

### Réalisations

#### Cinéma
- Les Pinces à linge, 1997, 25 min
- Le Songe de Constantin, 1998, 25 min
- La Pomme, la Figue et l'Amande, 1999, 35 min
- La Gardienne du B, 2000, 40 min
- Jouir, Tuer, Rêver, Bouger, Mentir, 2001, 5 × 5 min
- La Fin du règne animal, 2003, 107 min
- Suite parlée, 2009, 77 min
- Les oliviers, 2013, 27 min
- J'ai tué ma femme, 2017, 29 min

#### Vidéos
- Sous les pierres, 2005
- L’Angélus, 2005
- Le Serpent d’eau, 2005

### Scénarios
- Reste, 1992, 20 min
- Eau douce, 1996, de Marie Vermillard
- Imago, 2000, de Marie Vermillard

### Acteur
- 1996 : Chacun cherche son chat de Cédric Klapisch
- 1999 : Nos vies heureuses de Jacques Maillot
- 1999 : Vénus Beauté (Institut) de Tonie Marshall
- 1999 : Fidèle de Jérôme Bonnell, court métrage
- 2000 : Le Bel Hiver d’Olivier Torres
- 2001 : Imago de Marie Vermillard
- 2002 : Le Chignon d'Olga de Jérôme Bonnell
- 2006 : L'Institutriste de Charles Castella et Alice Deponcheville, court métrage
- 2007 : Médée Miracle de Tonino De Bernardi
- 2011 : La Peinture à l'huile de Claude Duty, court métrage
- 2013 :  Chez nous c'est trois ! de Claude Duty